# Effat Nagy
Effat Nagy, (in arabo عفت ناجي‎?, anche "Effat Nagi", "Effat Nagui"; firma: "Effat Naghi"), (Alessandria d'Egitto, 5 aprile 1905 – Il Cairo, 4 ottobre 1994), è stata una pittrice e artista egiziana.
Effat Nagy è tra gli artisti arabi più quotati, nel 2014 una delle sue opere è stata venduta al prezzo record di $ 62,500 USD dalla Christie's Dubai.

## Biografia
Effat Nagy nasce nel 1905 in una famiglia aristocratica alessandrina e si appassiona alla pittura frequentando lo studio del fratello, il famoso pittore egiziano Mohamed Nagy (1888–1956). Negli anni quaranta studia arte all'Accademia di Belle Arti di Roma e collabora con il pittore francese André Lhote (1885–1962). Effat Nagy sposa, nel 1945, il pittore egiziano Saad El Khadem (1913-1987), con il quale condivide molti interessi tra cui lo studio dell'archeologia, il folclore, la musica e l'astrologia. Negli anni ottanta fondano insieme "Il Museo Saad El Khadem e Effat Nagy", nel quale sono esposte molte delle loro opere.
Muore nel 1994 al Cairo.